# Радивонівка (Миргородський район)
Радиво́нівка — село Миргородського району Полтавської області. Населення станом на 2018 рік становило 930 осіб. Входить до Великобагачанської селищної об'єднаної територіальної громади з адміністративним центром у смт Велика Багачка.

## Географія
Село Радивонівка розташоване на березі річки Безіменної, що через 9 км впадає в річку Хорол, нижче за течією примикає село Перекопівка. На річці є кілька загат. Поруч проходить автомобільна дорога М03 (Київ—Харків).
До центру громади — 33 км, до найближчої залізничної станції Хорол — 37 км.

## Назва
Назва походить від українського імені Радиво́н грецького походження: давньогрецьк. Ῥοδιών.
У цьому імені бачимо деякі цікаві звукові особливості нашої мови: історичну зміну давньоукраїнського [і] на [и] (пор. з укр. Тимко < давньогрецьк. Τιμόθεος), епентезу [в] між голосними [и] та [о] (пор. з укр. павук < прасл. *paǫkъ).
Отже, російське або церковнослов'янське «Родіон» звучить у народній українській мові як Радивон.

## Історія
Радивонівка виникла в першій чверті XVIII ст.
У 1781 році Радивонівка була слобідкою Остапівської сотні Миргородського полку, потім — Говтвянського повіту Київського намісництва, в якій було 42 двори.
У 1787 році Радивонівка стає власністю братів Базилевських (їм належало 155 душ чоловічої статі).
З 1802 року Радивонівка знаходилась у складі Хорольського повіту Полтавської губернії.
У 1807 році в селі на кошти полковника І. Ф. Базилевського була побудована мурована Предтеченська церква, при якій діяли бібліотека та жіноча церковнопарафіяльна школа. Спочатку вона була  двокласна,  а пізніше — чотирикласна. Навчання в школі велося на церковнослов’янській мові.
У 40-х рр. XIX ст. у Радивонівці стався ряд селянських виступів.
У 1859 році власницьке село мало 94 двори, 512 жителів, діяла православна церква, відбувалось 3 ярмарки на рік.
У 1885 році колишнє власницьке село мало 106 дворів, 554 жителя, волосне управління, православну церкву, школу, 2 постоялих двори, 2 лавки, відбувалось 3 ярмарки на рік, діяла кузня, 6 вітряних млинів. Радивонівка була волосним центром.
З 1889 року учителем місцевої школи був Михайло Миколайович Григорович, якому виплачувалося 250 р. Помічником у нього був Георгій Миколайович Бова, який отримував 150 р. Закон Божий викладав протоієрей місцевої церкви Микола Федорович Григорович. Оплата його складала 150 р. Школа мала у своєму розпорядженні 0,5 десятини землі.
У 1895 році була збудована в селі земська школа. Це було невелике приміщення на дві класні кімнати. Цю школу відвідували діти здебільшого  заможних селян. В школі здобувалась початкова освіта. Основними підручниками були Буквар, задачники та "Закон Божий".  Навчання  велося  російською та церковнослов’янською мовами. На утримання школи земство виділяло 450 р., від громади – 24 р., від пана Базилевського – 100 р.  Починали навчання в школі 77 хлопців і 20 дівчат, але закінчило 5 хлопців і 2 дівчат.
У 1900 році Радивонівка була волосним центром Хорольського повіту, в якому налічувалося 126 дворів, 840 жителів, земська і церковнопарафіяльна школи, відбувалося 3 ярмарки на рік.
За революційну пропаганду вчителька місцевої школи О. М. Михайлівська була притягнута до судової відповідальності і засуджена до тюремного ув’язнення в 1907 році.
У 1910 році в селі було 167 дворів, 1111 жителів, у тому числі 6 теслярів, 8 шевців, 3 кравці, 4 ткачі.
У 1913 році була заснована Радивонівська навчально-ткацька майстерня, яка містилася у найманій хаті в центрі села.
У січні 1918 року в Радивонівці розпочалась радянська окупація.
У 1922 році в селі Радивонівка було відкрито семирічну трудову школу, в якій навчалися всі сільські діти. Заняття учнів проходили в будівлі земської школи і будинках сільських жителів. Згодом почала працювати і школа для дорослого неписьменного населення (лікнеп).
З 7 березня 1923 до березня 1925 року Радивонівка була райцентром, потім відійшла до Остапівського району Лубенської округи.
У 1924 році в селі було засновано сільську раду.
За переписом 1926 року в селі було 337 дворів, 1673 жителі.
У 1929 році в Радивонівці були організовані сільськогосподарські артілі "Перше травня" та "Єднання", ТСОЗ "Червоний лан". У 1930 році артілі об'єдналися в колгосп ім. В. М. Молотова, у 1932 році була створена МТС.
У 1932–1933 роках внаслідок Голодомору, проведеного радянським урядом, у селі загинуло 486 мешканців, в тому числі встановлено імена 172 загиблих. Збереглися свідчення про Голодомор місцевих жителів, серед яких Балюк В. П. (1928 р. н.), Балюк М. П. (1927 р. н.), Савченко М. І. (1924 р. н.).
До 1936 року в селі повністю було ліквідовано неписьменність. В цьому ж році семирічна трудова школа набула статусу середньої.
У 1937 році в селі було збудовано нову двоповерхову середню школу на 400 учнів. В 1939 році було вперше  випущено 36 десятикласників. До війни школа зробила три випуски. Заняття були перервані війною та відновлені в жовтні 1943 року. Проводились вони в житлових будинках селян та різних державних приміщеннях, оскільки будівлю школи було спалено фашистськими загарбниками.
У 1939 році в Радивонівці було 2925 жителів.
У період німецько-фашистської окупації (15 вересня 1941 — 23 вересня 1943) гітлерівці зруйнували 172 господарські споруди, вивезли на примусові роботи до Німеччини 117 чол.
У 1956 році було збудовано і відкрито нову двоповерхову школу, за парти якої сіли 444 учні. В школі були створені всі умови для навчання і виховання сільських дітей. Учнів навчали 35 учителів, з яких 15 мали вищу освіту.
У 1957 році в селі було встановлено пам'ятник воїнам-односельцям, які полягли (238 чол.) під час Німецько-радянської війни.
У 1966 році на території села був розташований колгосп «Радянська Україна». Загальна земельна площа становила 5594,4 га. Господарство мало зерново-буряковий і тваринницький напрям. Було два ставки, площа яких дорівнювала 13 га. Діяло відділення «Сільгосптехніка».
У 1966 році в Радивонівці була лікарня на 25 ліжок, середня школа, при ній — консультпункт Хорольської заочної середньої школи. У 1965 році при школі було побудовано їдальню та інтернат на 50 місць. Працювали 2 бібліотеки, клуб на 300 місць. Населення становило 1674 чол. Село було центром Радивонівської сільської ради, якій були підпорядковані населені пункти Володимирівка, Іванівка, Перекопівка, Чапаєвка (нині Мар’янівка).
До другої половини 1960-х років Радивонівська середня школа охоплювала середньою освітою дітей з 23 сіл Великобагачанського, Глобинського та Хорольського районів. Це села: Радивонівка, Володимирівка, Іванівка, Чапаєвка, Кривці, Софіївка, Миколаївка, Просяне, Бригадирівка, Семенівка, Пушкареве, Перша Багачка, Степанівка, Мостовівщина, Попове, Корнієнки, Кравченки, Шпирни, Рокита, Ладарівка, Вишарі, Лисенкове, Лагодівка.
У 1967 році в селі було встановлено пам'ятник В. І. Леніну.
У 1990 році населення села становило 1193 особи.
У 1991 році в селі був колгосп "Радянська Україна" (зерново-буряківничого напряму, тваринництво), швейна майстерня, відділення зв'язку і ощадбанку, АТС, середня школа, лікарня, дитсадок, Будинок культури на 500 місць, бібліотека (12,9 тис. одиниць літератури).
12 жовтня 2016 року шляхом об'єднання Великобагачанської селищної ради та Багачанської Першої, Радивонівської, Степанівської, Якимівської сільських рад Великобагачанського району була утворена Великобагачанська селищна об'єднана територіальна громада з адміністративним центром у смт Велика Багачка.

## Населення

### Мова
Розподіл населення за рідною мовою за даними перепису 2001 року:
| Мова            | Кількість | Відсоток |
| --------------- | --------- | -------- |
| українська      | 1001      | 93.29%   |
| російська       | 61        | 5.68%    |
| румунська       | 8         | 0.75%    |
| білоруська      | 1         | 0.09%    |
| інші/не вказали | 2         | 0.19%    |
| Усього          | 1073      | 100%     |

## Економіка
- Молочно-товарна ферма
- ПАФ «Україна»

## Об'єкти соціальної сфери
- Радивонівська загальноосвітня школа І-III ступенів
- Будинок культури на 500 місць
- Бібліотека

## Пам'ятки історії
- Пам'ятник воїнам-односельцям, які полягли під час Німецько-радянської війни
- Братська могила радянських воїнів, загиблих 1943 року
- Пам'ятник В. І. Леніну

## Відомі люди
- Артюшенко Таїсія Іванівна (1946 р. н.) — українська поетеса
- Смаль-Стоцький Іван (1905—?) — український письменник, поет, прозаїк, жив в Австралії
- Сторчак Віталій Михайлович (1931 р. н.) — Герой Соціалістичної Праці
- Дудник Д. Д. — учасник партизанського руху в період Німецько-радянської війни. Воював у складі бригади під командуванням Г. І. Синякова, яка діяла в Гомельській області БРСР в 1941 —1943 роках. Проживав в Радивонівці
- Часовий Денис Вікторович (1992—2014) — солдат Збройних сил України, учасник російсько-української війни
- Балюк Іван Махтейович (1938 р. н.) — аграрій, заслужений працівник сільського господарства України (1998), Герой України (2007)
- Яловенко (Яловой) Панас Якович (1884—?) — священнослужитель. Заарештований 17.11.1937. Засуджений Полтавським обласним судом 15.05.1939 до 7 років позбавлення волі з поразкою в правах на 5 років. Реабілітований Полтавською обласною прокуратурою 24.05.1991

Часовий Денис Вікторович